# Fedir Szweć
Fedir Szweć (ur. 30 października?/11 listopada 1882 w Żabotynie, zm. 20 czerwca 1940 w Pradze) – ukraiński działacz polityczny i społeczny, geolog, członek Dyrektoriatu.

## Życiorys
W 1910 ukończył studia na Uniwersytecie Dorpackim. Profesor geologii Uniwersytetu Kijowskiego w latach 1917–1918. Od 1920 przebywał na emigracji w Pradze, był profesorem geologii Wolnego Uniwersytetu Ukraińskiego (od 1923) i Ukraińskiego Instytutu Pedagogicznego im. Mychajła Drahomanowa (1924–1929).

## Bibl;iografia
- "Енциклопедія українознавства", T. 10, Lwów 2000, s. 3809, ISBN 5-7707-4048-5